# Hamyāneh
Hamyāneh (persiska: هميانه, Hambāneh) är en ort i Iran.   Den ligger i provinsen Lorestan, i den centrala delen av landet, 300 km sydväst om huvudstaden Teheran. Hamyāneh ligger 1 578 meter över havet och antalet invånare är 119.
Terrängen runt Hamyāneh är kuperad åt nordost, men åt sydväst är den platt.Runt Hamyāneh är det ganska tätbefolkat, med 172 invånare per kvadratkilometer. Närmaste större samhälle är Aznā, 8,5 km sydväst om Hamyāneh. Trakten runt Hamyāneh består i huvudsak av gräsmarker.